# Remember Me: Essential, Vol. 1
Remember Me: Essential, Vol. 1  è un album di remix del cantante e drag queen RuPaul, rilasciato il 3 febbraio 2017. Sono presenti delle versioni con remix delle sue canzoni vecchie, ma anche di nuove che furono prodotte per album precedenti, ma mai rilasciate.

## Storia dell'album e composizione
Quando gli si è chiesto se Remeber Me è un album con dei remix o una compilation con i suoi migliori successi, RuPaul disse che c'era un po' di tutto, ci sono canzoni dell'inizio della sua carriera, e le ha riviste, revisionate e rifatte.
L'album contiene nove canzoni dei suoi album precedenti, da Supermodel of the World fino a Starrbooty: Original Motion Picture Soundtrack, con tre canzoni registrate durante un periodo lontano, come Mighty Love, che fu scritta molto tempo prima, ma che non fu mai rilasciata. Poi Rock It (To the Moon) è un remake di una canzone dell'album Starrbooty, da 10 0 12 anni.

## Promozione
Rock It (To the Moon) è apparso nel trailer per la nona edizione di America's Next Drag Queen. La versione dell'album "Snapshot", ricevette un video musicale, che è uscito il 16 febbraio 2017, sul canale YouTube di World of Wonders.
Supermodel Remix è apparso nel trailer per la decima edizione di America's Next Drag Queen

## Tracce
1. Rock It (To the Moon) (ft. Kummerspeck) – 2:48
2. Just a Lil In and Out (ft. Ellis Miah) – 3:55
3. Remember Me / Back to My Roots Medley (ft. Skeltal Ki) – 3:36
4. Supermodel (ft. Skeltal Ki) – 3:16
5. A Shade Shady (Now Prance) (ft. Vjuan Allure) – 3:16
6. Free 2 Be (ft. Skeltal Ki and Chris Willis) – 3:52
7. Call Me Starrbooty (ft. YLXR) – 2:28
8. A Little Bit of Love (ft. Kummerspeck) – 3:49
9. Snapshot (ft. Macutchi) – 3:26
10. Do the Right Thing (ft. YLXR) – 3:22
11. House of Love (ft. Matt Pop and Ellis Miah) – 3:43
12. Mighty Love (ft. Matt Pop) – 2:47

## Classifiche
| Classifica (2017) | US Billboard Independent Albums | 44 |